# Mareike Schneider
Mareike Schneider (* 26. November 1986 in Gelsenkirchen), bekannt auch als Mareike Spaleck, ist eine deutsche Fitness-Bloggerin, Fitnesscoach und -Model sowie Unternehmerin. Von 2015 bis 2019 nahm sie als Fitnesscoach bei der Sat.1-Abnehmshow The Biggest Loser teil.

## Leben
Mareike Schneider zog nach dem Abitur für ihre Ausbildung zur Hotelfachfrau nach Köln. Es folgte ein Studium im Fach Tourismusmanagement an der FH Worms. Zur Finanzierung des Studiums arbeitete sie in einer Sport- und Fitnessanlage. Anschließend absolvierte sie Fitness-Fortbildungen beim Dr. Gottlob Institut und eine CrossFit-Level-I-Ausbildung.
2021 gab sie bekannt, dass sie sich nach zwölf gemeinsamen Jahren von ihrem Mann Siggi Spaleck getrennt hatte, 2022 nahm sie wieder ihren Geburtsnamen Mareike Schneider an.

## Berufliche Laufbahn
Seit 2012 ist Mareike Schneider als Fitnessmodel tätig. Sie wurde von der Zeitschrift Fit for Fun zum Fitnessmodel des Jahres gewählt und auf dem Cover abgedruckt. 2012 wurde sie außerdem zum Nike-Shootingstar gekürt.
2014 nahm Schneider an ihrem ersten Wettkampf in der Bikiniklasse teil und wurde Zweitplatzierte des Fitnessmodel Contest International.
2018 gab es in der Ausgabe 04/2018 des Magazins Playboy eine Fotostrecke von Mareike Spaleck. Sie war in dieser Ausgabe auch auf dem Titelbild.
Von 2015 bis 2019 war sie als Coach in der Fernsehshow The Biggest Loser auf Sat.1 zu sehen. Seit 2014 schreibt sie Bücher und E-Books über Fitness und gesunde Küche, besonders im Bereich Krafttraining und Ernährungscoaching.

## TV-Auftritte
- 2013–2020: Sat.1-Frühstücksfernsehen
- 2014: RTL Punkt 12, Dokumentation „Fitnessmodel vs. Plus-Size-Model“
- 2015 bis 2019: Sat.1 The Biggest Loser (vier Staffeln)
- 2018: Sat.1 Dinner-Party Die Fitness-Gurus
- 2018: Pro7 Red, Fitnesstrends auf der FIBO 2018
- 2021: ARD-Mediathek & HR, Mirjas Welt

## Publikationen
- The Biggest Loser: Die Life Change Challenge: 10 Kilo weniger in 10 Wochen! Zusammen mit Ramin Abtin (Autor), Christine Theiss (Autor), Gräfe und Unzer Verlag, 2019, ISBN 978-3-8338-6886-3
- Schön. Fit. Sein. Mein Body & Soul Programm für dein ganzheitliches Wohlbefinden. Mit Alexandra Brosowski, ZS Verlag, 2018 (E-Book)
- Sweet Dreams – „Schlemm Dich fit!“. Kochbuch für gesunde Kuchen, Kekse und mehr (E-Book)
- SPAme „Heldenhaft essen“ – Das Kochbuch für gesunde Ernährung (E-Book)
- Inner Glow (E-Book)
- Mareike’s Easy Fit Rezepte – Rezeptbuch mit gesunden Gerichten, von herzhaft bis süß (E-Book)